# Pomnik Fryderyka Chopina w Słupsku
Pomnik Fryderyka Chopina w Słupsku znajduje się w Parku Chopina przy ulicy Jana Kilińskiego. Pomnik jest dziełem rzeźbiarza Mieczysława Weltera.
Pomnik ustawiony na skwerze przy ul. Jana Kilińskiego na tle średniowiecznych murów obronnych miasta i gotyckiego, ponorbertańskiego kościoła Św. Mikołaja (obecnie Biblioteka Miejska im. Marii Dąbrowskiej). Metalową postać wielkiego kompozytora odlano w Zakładzie Doskonalenia Zawodowego w Słupsku. Odsłonięcie pomnika nastąpiło we wrześniu 1976 r. i zbiegło się z inauguracją 10. Festiwalu Pianistyki Polskiej.